# Ter Aar

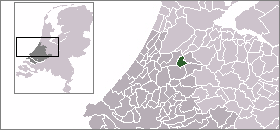
Lägeskarta

Ter Aar är en historisk kommun i provinsen Zuid-Holland i Nederländerna. Kommunens totala area är 21,71 km² (där 2,34 km² är vatten) och invånarantalet är på 9 010 invånare (2004).